# Юкук Ирбис-Дулу хан
Юкук Ирбис-Дулу хан (тронное имя кит. упр. 乙毗咄陆可汗, пиньинь yipiduolukehan, палл. Ипидолу кэхань, личное имя кит. упр. 阿史那欲谷, пиньинь ashinayuguАшина Юйгу) — каган Западно-тюркского каганата с 638 года по 653 год. Выдвинут племенем дулу после бегства Ышбара-Толис-шад хана.

## Правление
В 638 году в западном каганате было два кагана: Юкук и Ышбара, поддерживаемые соответственно дулу и нушиби. Началась полномасштабная война и обе стороны понесли большие потери. На реке Или заключили мир. Так все земли на западе от реки отходили к Юкуку, а на востоке к Ышбаре. В 639 был свергнут и погиб в изгнании Ышбара, но на его место встал Иль-Кюлюг-шад Ирбис-хан.
К 641 каган Юкук расширил свои владения на север, подчинил кыпчаков, бома, басмалов, кыргызов и некоторые другие племена. В 642 году тюрки напали на Хами, но танские кавалеристы разбили их. Сам каган отправился захватывать Самарканд и во время осады рассорился со своим окружением. Дулу восстали против своего кагана, а нушиби тут же воспользовались его слабостью и вторглись. С немногочисленной дружиной Юкук укрылся в Исфиджабе. Нушиби пробовали захватить его, но дружинники Юкука отбили все нападения. Видя, что бывшие подданные настроены против него, Юкук уехал в Тохаристан (современный Афганский Туркестан), где правил тюрок Ышба-ра-джабгу. Юкук скончался в 653 году. Его сын Дженчу стал править в Тохаристане.